# Basilhaja
Basilhaja (arab. باصلحايا) – wieś w Syrii, w muhafazie Aleppo. W 2004 roku liczyła 512 mieszkańców.